# František Provazník
František Provazník (n. 7 februarie 1948, Praga, Cehoslovacia) este un fotograf ceh, medaliat olimpic. A participat la o ediție a Jocurilor Olimpice (1972) în care a câștigat o medalie de bronz.

## Participări
Lista de mai jos prezintă principalele competiții la care a participat František Provazník de-a lungul carierei.
- rowing at the 1972 Summer Olympics – men's coxed four[*][8]